# IWIN網路內容防護機構

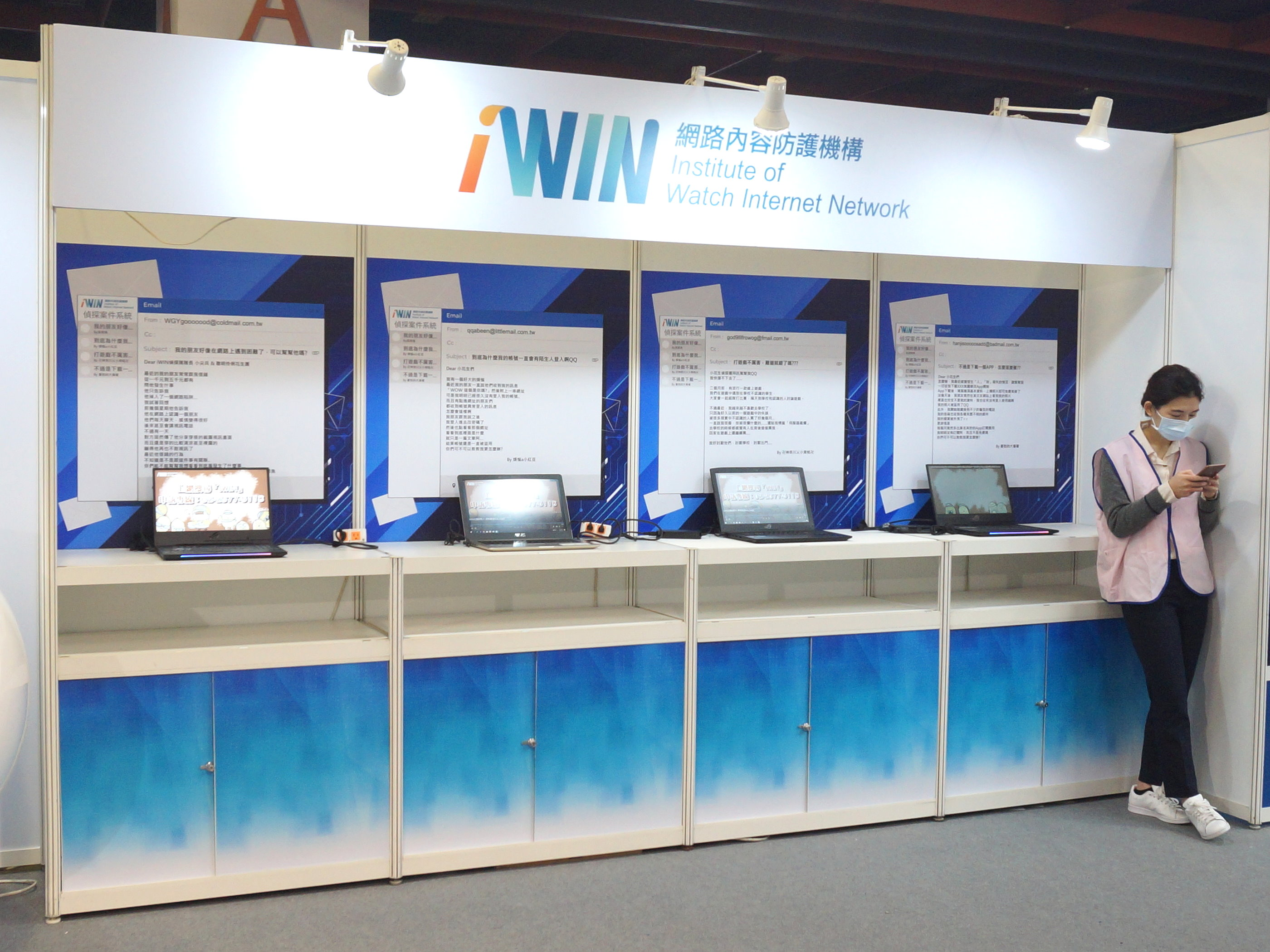
2020年台北資訊月的iWIN攤位

iWIN網路內容防護機構（英語：Institute of Watch Internet Network），簡稱iWIN，是中華民國國家通訊傳播委員會（NCC）依據《兒童及少年福利與權益保障法》第46條之授權，邀請衛生福利部、教育部、文化部、內政部警政署、數位發展部等目的事業主管機關共同籌設的兒少網路防護專責機構，創立於2013年8月1日。其非常設機構，係由NCC透過《政府採購法》委託民間團體執行業務，2013年8月創立時由中華白絲帶關懷協會執行，2017年1月起改由台北市電腦公會執行。其非公務機關，也不具備公權力。

## 業務範圍
iWIN的辦理事項有：
1. 兒童及少年使用網際網路行為觀察。
2. 申訴機制之建立及執行。
3. 內容分級制度之推動及檢討。
4. 過濾軟體之建立及推動。
5. 兒童及少年上網安全教育宣導。
6. 推動網際網路平臺提供者建立自律機制。
7. 其他防護機制之建立及推動。

iWIN受理的申訴僅限「有害兒少身心健康」之「網路內容」，衛福部委由iWIN舉辦多場「多方利害關係人諮詢會議」 邀請專家學者、社福團體、業界代表及政府機關，制定出「網路有害兒少身心健康內容例示框架」並於2018年7月31日正式對外公布，將有害內容分為以下六類：
1. 色情
2. 暴力
3. 恐怖
4. 血腥
5. 有害物品
6. 其他違反兒少身心健康內容

iWIN接獲民眾申訴後，若發現內容未違反例示框架，將會轉知業者知悉；若發現內容涉及違反例示框架或相關權責法令，將會轉知業者自律改善；若發現內容有重大或明確違法，將會在轉知業者改善的同時，轉知權責機關依法處理。至於業者具體要如何改善，iWIN會依據例示框架，建議業者採取五級防護機制中的其中一種：
1. 禁止表現
2. 嚴格年齡限制
3. 阻攔性防護
4. 警示性防護
5. 無需防護機制

如果內容具「正面價值」，則防護機制可下降至少一個層級，正面價值指具正向的醫療、教學、歷史背景、傳統文化、正向知識性、藝術性或具媒體報導價值……等。

## 爭議
2023年12月，iWIN接獲民眾檢舉，指PTT文章轉載《聯合新聞網》一篇報導，報導內含有日本成人遊戲《雌小鬼TRAIN》的平台網址，可能違反兒童及少年性剝削防制條例。iWIN執行秘書劉昱均表示當時iWIN對如何處理該個案感到相當猶豫，因此函詢了非政府組織、衛福部、縣市政府社政單位，最後衛福部回函表示該個案確實可能違反兒少性剝削條例。iWIN隨後在1月17日通知兩家平台下架，因此在網路上引發爭議。部分不滿民眾反而向iWIN大量申訴企圖把事情鬧大，iWIN在3天內接獲了1400件申訴。劉昱均表示，其實這一千多件申訴內容都沒有違反兒少性剝削防制條例，只達到年齡限制的標準，只是PTT很多版並沒有設置年齡限制，因此iWIN只好要求下架內容。iWIN也在1月23日召開會議討論兒少性剝削的定義，然而未有結論。後續又發生二次元色情抱枕製作商「黑白工房」於1月29日被iWIN要求移除網頁或限制瀏覽的事件。
面對輿論爭議，衛福部保護服務司司長張秀鴛表示，兒少性剝削沒有排除虛擬創作，例如角色穿著學生制服或形體發育狀況明顯未滿18歲，就可以判斷是兒少，若圖畫或影像又與性有關就適用法律規範。但她也承諾3月時會邀兒少團體、法律學者及相關專家，討論是否要進一步訂定判斷原則或通則。劉昱均受訪時則承諾，3月討論時會邀集包含動漫圈人士在內的代表，事前公布邀約對象名單，讓關注議題的人檢視有沒有代表性，同時也可以公開會議紀錄。
出於對iWIN、衛生福利部等相關單位做法的回應，民眾於2月5日也在公共政策網路參與平台發表提議「二次元創作（虛擬產物、圖畫）受兒少性剝削條例規範限制的適切性」，提出五項訴求：
1. 相關單位應提供二次元創作與真實兒少受害之相關性數據與社會調查結果
2. 2024年3月底條例標準討論會應該舉辦公開說明會，官方邀請與會名單與二次元創作相關的利害關係人數量應達50%，且和政府方主管機關、民間團體之間不得有相關利益關係
3. 判斷標準應考量二次元創作相關產業與創作特性
4. 安排公正客觀的單位主導此條例之修訂，開設公開直播供民眾參與
5. 《兒少性剝削防制條例》中所述兒童及少年之定義範圍應該要更具體定義

提案開放附議後一天內就達到5000人附議門檻，且在三天內附議人數達到12000人。2月17日衛福部也在參與平台上做出初步回應，表示一定會在法定兩個月內作出正式回應。唯張秀鴛表示，依法規及慣例，專家政府機關代表人數不得低於二分之一，剩下二分之一包含兒少團體代表、專家學者、法律專家，產業代表人數不可能達到二分之一；討論過程是否直播，也需取得與會者同意；虛擬性影像早已被兒少性剝削防制條例禁止，既然沒有開放販售就不可能統計相關數據；至於動漫產業發展的主管機關並非衛福部，而是數位發展部。衛福部選定3月21日或25日舉行專案會議回應網友提案，iWIN則將在3月底舉行利害關係人會議。衛福部後來於3月21日舉行回應網友提案之專案會議。
亦有民眾於2月13日在參與平台上提出另一提議「以素材取得之合理性為中心減少創作相關法律上使用評價性之不確定法律概念，並確保落實文化基本法。」，以文化角度切入議題，雖然附議速度不如上一案但亦在2月29日達到5000人成案門檻。
許多政治人物皆對此事發表看法。國民黨立委徐巧芯表示iWIN 以「讓人覺得」作為判斷標準並不妥當，但這不代表虛擬創作就不需要管理，應針對真實與虛擬分別制定規範。民進黨立委沈伯洋認為iWIN用「引起性聯想」做為判斷標準不是一個很好的作法，且虛擬世界應該跟實體世界的認定標準完全切開。對於兒童及少年性剝削條例修法引起的爭議，民進黨立委范雲稱「當時都在講防止受害者二次創傷，二次元沒有受害者，對於現在（下架）做法不能接受，並非立法時對於這個制度的原意。」表示將會要求衛福部將創作者意見納入考慮。民進黨立委黃捷認為iWIN管制虛擬創作已逾越了自身的規範，未來會持續追蹤此議題的後續發展；民眾黨立委黃國昌稱法律本來沒有要規範二次元，未來會在立院監督iWin擴權爭議。行政院兒童及少年福利與權益推動小組委員、民進黨立委林月琴認為虛擬人物對幼體性交確實違反規定，但虛擬兒少裸露則有討論空間，應該邀請各類創作者一起討論。
2024年3月1日民進黨立委蔡易餘在立法院質詢iWIN問題，之後再於Facebook發文，認為虛擬創作屬於《司法院釋字第617號解釋》的「軟蕊」，並舉例虛擬創作《葬送的芙莉蓮》、《七龍珠》以及歷史人物二創《真·三國無雙8》，主張「真實虛擬分開，嚴打真實放寬虛擬」，而「以真實兒童為題材之圖畫」、「以真實兒童檔案為基礎運算的AI圖畫製品」應該要管制。至於「以真實人物為題材的二創」如果是已作古的歷史人物，除非是其繼承人不允許（例如金庸小說的尹志平改為甄志丙）否則應屬創作自由。
受到iWIN風波影響，臺北市動漫企劃人員職業工會、台灣 ACG 研究學會、臺灣大學卡通漫畫研究社也於3月9日舉辦了「自由與權益—2024 ACG 創作者議題論壇」，向外界表達ACG從業人員的看法，日本國會議員赤松健、山田太郎、日本漫畫家協會會長千葉徹彌、協會理事長里中滿智子也以錄影方式跨海參與。
2024年3月21日衛生福利部回應網友提案之專案會議會議結束之後，衛福部發布新聞稿表示與會各方做出了「創作自由與兒少權益並重」、「法律規範有其必要」、「認定標準應更具體」、「自律先行再由主管機關認定」等四項結論。然而與會的「ACGN 創作權益推動協會」、「臺北市動漫企劃人員職業工會」、PTT C Chat版務皆聲明沒有達成任何結論，不會對衛生福利部的說法背書，立委蔡易餘也在Facebook發文表示對衛福部的聲明感到遺憾。
2024年3月26日民進黨立委黃捷在立法院質詢iWIN問題，表示看不出虛擬創作和犯罪之間存在因果關係，並舉例《七龍珠》、《亂馬½》以及亨利·達格的《薇薇安女孩的故事》等創作。黃捷建議嚴打真實兒少色情，並排除不涉及真實兒少的虛擬作品，而《兒童及少年福利與權益保障法》的有害身心內容應要有相對應等級的管制措施，引導網路健全自治。3月27日國民黨立委洪孟楷、羅廷瑋、葛如鈞也再度針對iWIN議題提出質詢，洪孟楷詢問相關會議文化部是否有參與，並要求文化部表明立場，葛如鈞用卡通《櫻桃小丸子》來舉例，且質疑若將判斷標準交由地方自行判定，恐造成「一國兩制」。文化部部長史哲在接受質詢時表示應該透過分級制度和加註警語來進行防護措施，以保障創作自由。
2024年4月11日，立委蔡易餘、黃捷、沈伯洋與衛福部達成共識，兒少性影像、以真人所繪製之色情圖畫、AI生成之擬真色情圖畫依《兒童及少年性剝削防制條例》規定處理，動漫創作回歸《刑法》第235條處理，衛福部未來會給出正式函釋。
2024年5月14日，衛生福利部對「有關虛擬兒童及少年圖畫涉兒童及少年性剝削防制條例規定疑義與處理原則案」以衛部護字第1130014287號函辦理函釋。
三、考量兒童及少年之與性相關而客觀上足以引起性慾或羞恥之圖畫（含素描、漫畫、繪畫等）所涉侵害個人及社會法益，並為兼顧兒童及少年保護與創作權益，上開圖畫如以真實兒少為對象所繪製，或無論是否以真實兒少為對象而以生成式AI人工智慧所製造、擬真者，則依本條例規定辦理，至其他兒童及少年之與性相關而客觀上足以引起性慾或羞恥之圖畫，如內容涉及暴力、性虐待或人獸交等猥褻而無藝術性、醫學性或教育性價值者，則依刑法第235條規定辦理。此外，上開圖畫凡涉有害兒童及少年身心健康之網路內容，網際網路業者應依兒童及少年福利與權益保障法第46條規定，採取明確可行之防護措施限制兒童及少年接取、瀏覽或先行移除，以確保渠等之身心發展與權益。——衛生福利部，衛部護字第1130014287號函

## 外部連結
- 官方网站
- iWIN網路內容防護機構的Facebook專頁
- iWIN網路內容防護機構的Instagram帳戶
- iWIN網路內容防護機構的X（前Twitter）
- YouTube上的網路內容防護機構iWIN頻道
- 2023 iWIN兒少網路安全年會－焦點座談2：當兒童色情的定義擴展到非真人，邊界將會如何拓展？ （页面存档备份，存于）
- 網路二次元性影像該管嗎？iWIN爭議落幕？專家：兩年內恐再掀論戰｜公視P# 新聞實驗室 （页面存档备份，存于）